# Argungu
Argungu – miasto w północno-zachodniej Nigerii, piąte co do wielkości w stanie Kebbi, leży nad rzeką Sokoto. Na rok 2012 liczy ok. 35 tys. mieszkańców. Miasto znane jest z rybactwa.